# Alimentazione nell'antica Grecia

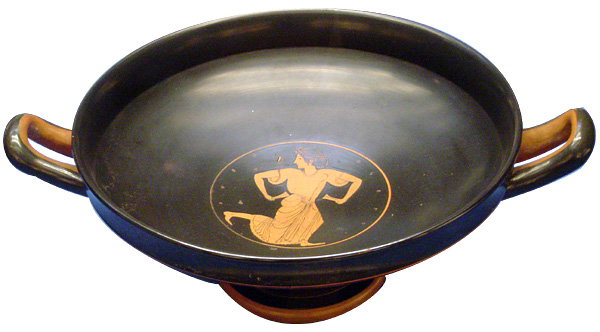
La kylix era la più comune coppa per bevande nell'antica Grecia, c. 500 a.C., British Museum

La cucina greca antica era caratterizzata dalla sua frugalità, riflettendo un'economia basata sull'agricoltura povera. Fondata sulla "triade mediterranea": frumento, olio d'oliva e vino,
la nostra conoscenza dell'antica cucina e delle abitudini alimentari greche deriva da fonti letterarie provenienti per lo più dalle commedie di Aristofane e dalle citazioni contenute nei Deipnosofisti dell'erudito Ateneo di Naucrati.

## Pasti

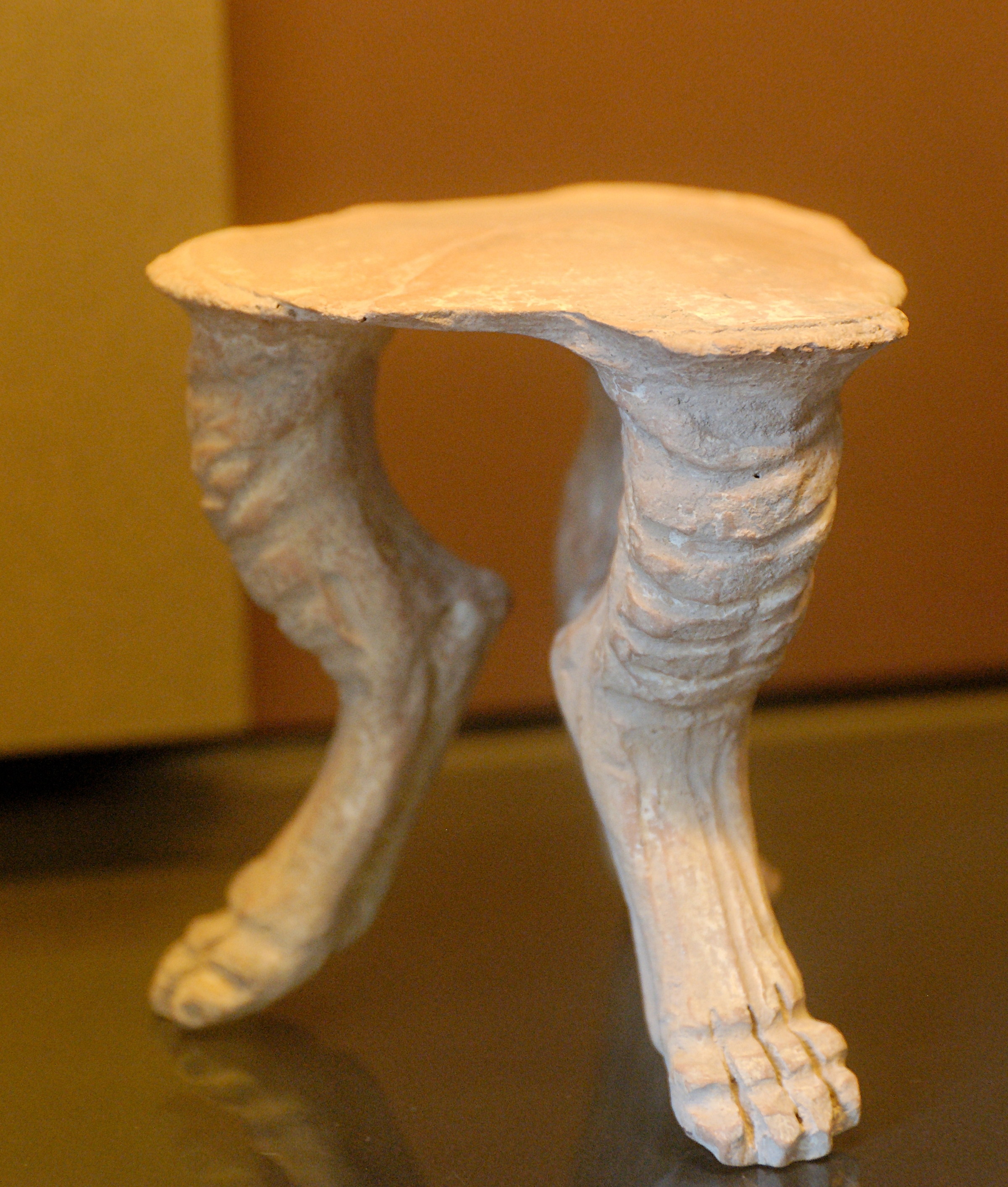
Tavolino tripode di terracotta con piedi a zampa di leone, II–I secolo a.C., dall'Anatolia, Louvre

### A casa
I Greci consumavano tre o quattro pasti al giorno. La colazione (in greco antico: ἀκρατισμός? akratismos) consisteva in pane d'orzo immerso nel vino (in greco antico: ἄκρατος? akratos), talvolta completato da fichi o olive. Talvolta mangiavano dolci chiamati τηγανίτης (tēganitēs), ταγηνίτης (tagēnitēs) o ταγηνίας (tagēnias), tutti termini derivanti da τάγηνον (tagēnon), "padella". I primi riferimenti a tagenias si trovano in opere del V secolo a.C. dei poeti Cratino e Magnete.
I tagenite erano realizzati con farina di grano, olio d'oliva, miele e latte cagliato, e venivano serviti a colazione. Altro tipo di dolce era lo σταιτίτης (staititēs), da σταίτινος (staitinos), "di farina o pasta di farro", derivata da σταῖς (stais), "farina di farro". Ateneo di Naucrati nel suo Deipnosophistai menziona gli staititas ricoperti di miele, sesamo e formaggio.
Un veloce pranzo (in greco antico: ἄριστον? ariston) veniva consumato intorno a mezzogiorno o nel primo pomeriggio. La cena (in greco antico: δεῖπνον? deipnon) era il pasto principale dell'intera giornata e veniva generalmente consumata al tramonto. Un leggero quarto pasto (in greco antico: ἑσπέρισμα? hesperisma) veniva occasionalmente consumato nel tardo pomeriggio. Talvolta, un "pranzo-cena" in greco antico: Ἀριστόδειπνον? / aristodeipnon,  veniva servito nel tardo pomeriggio al posto della cena.
Uomini e donne mangiavano separatamente. Quando la casa era troppo piccola, gli uomini mangiavano per primi e le donne dopo che gli uomini avevano terminato il loro pasto. Nelle famiglie dei ricchi erano gli schiavi a servire i pasti. Aristotele dice che "i poveri, non avendo gli schiavi, chiedevano alle loro mogli o alle figlie di servire il cibo." Il rispetto per il padre, che era il capofamiglia, era evidente.
I Greci normalmente mangiavano stando seduti sulle sedie (klismos), mentre i letti erano utilizzati per i banchetti. I tavoli, alti per i pasti normali e bassi per i banchetti, erano inizialmente di forma rettangolare, ma dal IV secolo a.C., solitamente erano rotondi, spesso con piedi zoomorfi (per esempio con zampe leonine). Delle pagnotte di pane piatto venivano usate come piatti, ma le ciotole di terracotta erano più comuni.
I piatti divennero più raffinati nel tempo, e nel periodo romano erano talvolta realizzati con metalli preziosi o in vetro. Le posate non venivano usate spesso a tavola: l'uso della forchetta era sconosciuto e la gente mangiava con le mani. I coltelli venivano usati per tagliare la carne e i cucchiai per le zuppe e il brodo. Talvolta venivano usati pezzi di pane (in greco antico: ἀπομαγδαλία? apomagdalia) al posto del cucchiaio o come tovagliolo, per pulirsi le dita.

### Convivialità

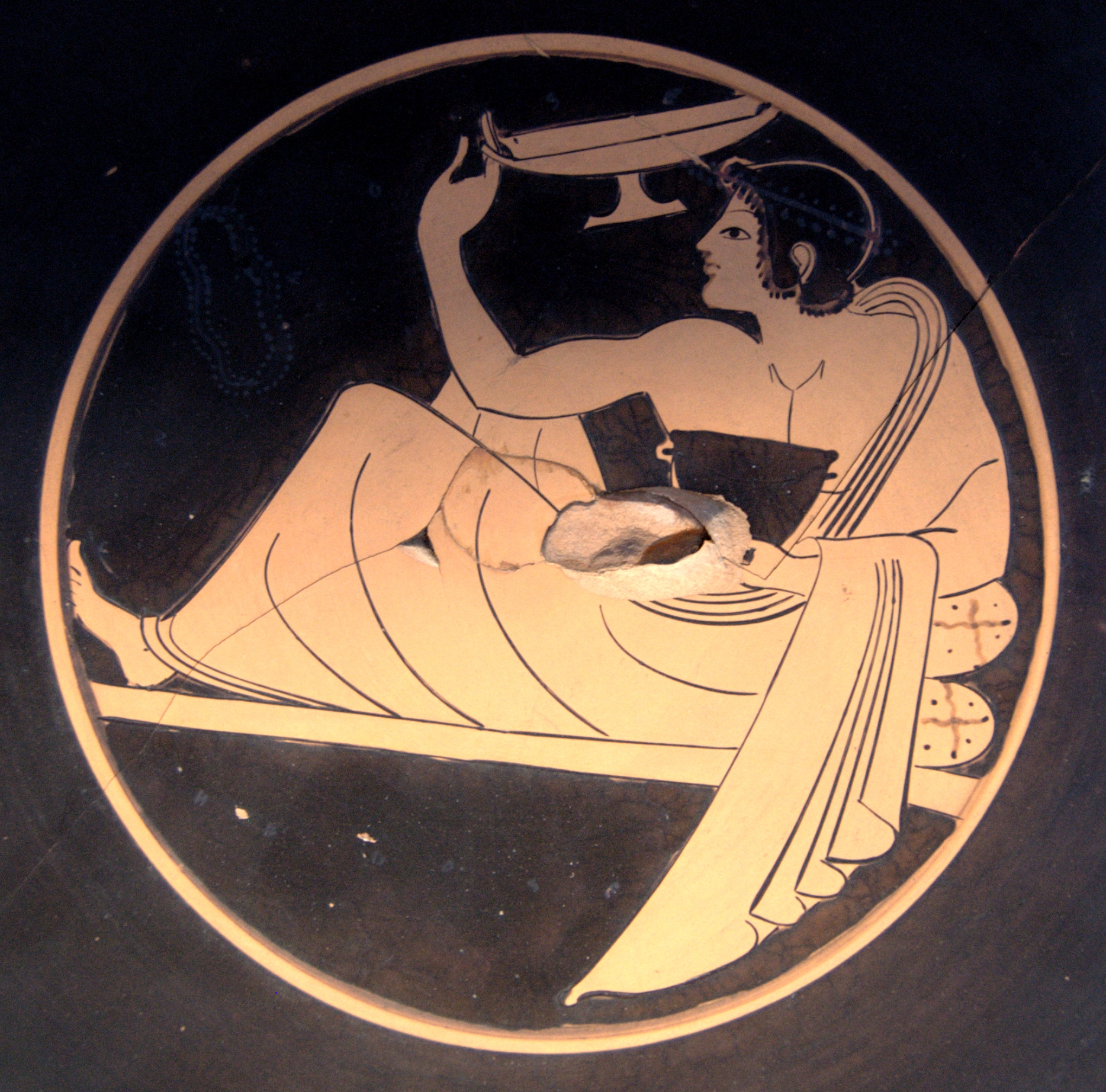
Epulone gioca al kottabos, un sovvertimento giocoso della libagione, ca. 510 a.C., Louvre

Come nelle moderne cene, l'ospite poteva semplicemente invitare amici o parenti; ma altre due forme di pranzo sociale erano centrali nella Grecia antica: il divertimento del tutto maschile del symposium, e l'obbligo regimentale dei syssìtia.

#### Symposium
Il symposium (in greco antico: συμπόσιον? symposion), tradizionalmente tradotto con "banchetto", ma più letteralmente "raduno di bevitori", era uno dei passatempi preferiti dei Greci. Esso era costituito da due parti: la prima dedicata al cibo, in genere piuttosto semplice, ed una seconda parte dedicata al bere. Tuttavia, il vino era consumato con il cibo e le bevande venivano accompagnate da stuzzichini (in greco antico: τραγήματα? tragēmata) come castagne, fagioli, grano tostato o dolci al miele, tutti destinati ad assorbire l'alcool e ad estendere la baldoria del bere.
La seconda parte veniva inaugurata con un brindisi, molto spesso in onore di Dioniso, seguito da conversazione o giochi da tavolo, quali kottabos. Gli ospiti si adagiavano sdraiandosi su lettini bassi dotati di cuscini (in greco antico: κλίναι? klinai); su tavoli bassi veniva posto il cibo o i tavoli da gioco. Danzatori, acrobati e musicanti allietavano i commensali. Un "re del banchetto" estratto a sorte, aveva il compito di dirigere gli schiavi nel mescolare il vino.
Ad eccezione delle cortigiane, i banchetti erano strettamente riservati agli uomini ed erano un elemento essenziale della vita sociale in Grecia. Grandi feste potevano essere organizzate soltanto dai ricchi; in molte case greche, feste religiose o eventi familiari erano occasione di banchetti più modesti. Il banchetto divenne l'argomento di uno specifico genere letterario, dando vita al Simposio di Platone, all'omonima opera di Senofonte, a Moralia di Plutarco, e ai Deipnosophists di Ateneo di Naucrati.

#### Sissizi
I sissizi (in greco antico: τὰ συσσίτια? ta syssitia) erano i pasti obbligatori, condivisi da gruppi sociali o religiosi, per uomini e giovani, soprattutto a Creta e a Sparta. Erano denominati in diversi modi come hetairia, pheiditia o andreia (letteralmente, "appartenenti agli uomini"). Erano come una sorta di club aristocratico o di mensa militare. Come i symposium, i sissizi era di dominio esclusivo degli uomini - anche se alcuni riferimenti si trovano anche al femminile syssitìa. A differenza dei symposium, questi pasti erano contraddistinti dalla semplicità e dalla temperanza.

## Cibo/Verdure/Frutta

### Pane

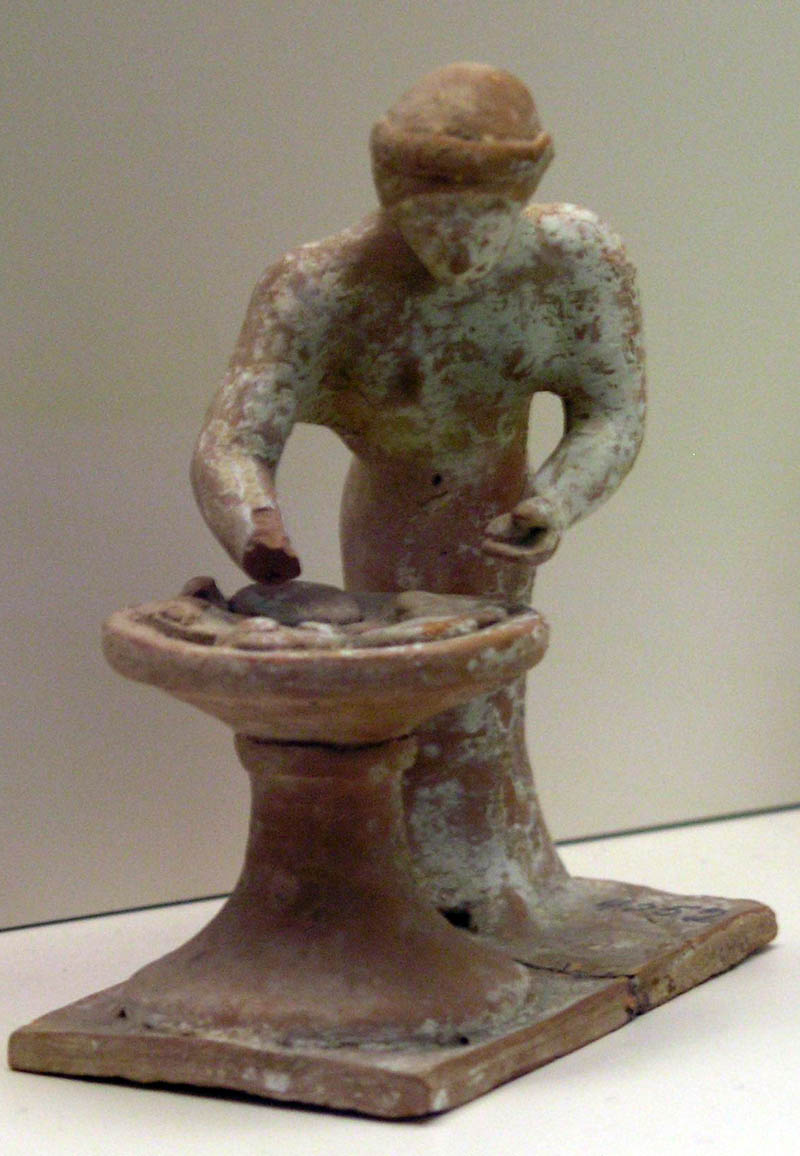
Donna che impasta il pane, c. 500–475 a.C., Museo archeologico nazionale di Atene

I cereali costituivano la base della dieta dei Greci di quel tempo. I due principali erano il frumento (σῖτος sitos) e l'orzo. I chicchi di grano venivano ammorbiditi per immersione, ridotti in pappa, macinati e ridotti in farina (in greco antico: ἀλείατα? aleiata) che veniva impastata a formare dei pani (in greco antico: ἄρτος? artos)  o focacce, semplici o miscelate a formaggio o miele. La lievitazione era nota; i Greci utilizzavano un alcale (νίτρον nitron)  o lievito di vino come agente lievitante. I pani venivano cotti in casa in un forno di argilla ἰπνός ipnos) sostenuto da gambe.
Un metodo più semplice consisteva nel mettere i carboni accesi sul pavimento coprendoli con un coperchio a cupola (in greco antico: πνιγεύς? pnigeus); quando il pavimento era abbastanza caldo, i carboni venivano spazzati via, i pani venivano posti sul pavimento caldo e il coperchio che era stato messo a coprire i carboni, veniva messo sulle forme di pane e ricoperto con i carboni accesi (questo metodo è ancora usato tradizionalmente nei Balcani, dove è chiamato crepulja o sač). Il forno di pietra non apparve fino al periodo romano. Solone, un legislatore ateniese del VI secolo a.C., prescriveva che il pane lievitato era riservato ai soli giorni di festa. Dalla fine del V secolo a.C., il pane lievitato veniva venduto al mercato, anche se era molto costoso.
L'orzo era più facile da coltivare, ma più difficile da panificare. Forniva un pane nutriente ma molto pesante. A causa di ciò veniva spesso arrostito prima di essere macinato, producendo una farina grossolana (in greco antico: ἄλφιτα? alphita) che veniva utilizzata per fare il maza (in greco antico: μᾶζα?), il piatto greco di base. Ne La pace, Aristofane impiega l'espressione "mangiare solo orzo" in greco antico: ἔσθειν κριθὰς μόνας?, con un significato equivalente all'italiano "dieta di pane e acqua". Sono note molte ricette per il maza; poteva essere cotto o crudo, come un brodo, o trasformato sotto forma di gnocchi o focacce. Come il pane di frumento, poteva anche essere addizionato con formaggio o miele.

### Frutta e verdura
I cereali erano spesso serviti accompagnati da ciò che veniva genericamente indicato come opson in greco antico: ὄψον?, "salsa o condimento". La parola inizialmente significava qualcosa preparato sul fuoco, e, per estensione, tutto ciò che accompagnava il pane. Nella Grecia classica si trattava di frutta e verdura: cavolo, cipolla, lenticchie, cicerchia palustre, ceci, fave, piselli, cicerchia, etc.
Venivano consumati sotto forma di zuppa, bolliti o sotto forma di purè (in greco antico: ἔτνος? etnos), conditi con olio d'oliva, aceto, erbe aromatiche o gáron in greco antico: γάρον?, una salsa a base di pesce simile alla vietnamita nước mắm. Secondo Aristofane, il purè di fagioli era uno dei piatti preferiti di Eracle, sempre rappresentato come un mangione nelle commedie. Le famiglie povere mangiavano ghiande di quercia (βάλανοι balanoi). Le olive fresche o conservate erano un comune antipasto.
Nelle città, la verdura fresca era molto costosa, e pertanto, gli abitanti più poveri dovevano accontentarsi di legumi secchi. La zuppa di lenticchie (φακῆ phakē) era il piatto tipico del lavoratore. Formaggio, aglio e cipolla erano il cibo tradizionale dei soldati. In Pace, l'odore delle cipolle rappresenta normalmente i soldati; il coro, celebra la fine della guerra, cantando Oh! gioia, gioia! Non più elmo, non più formaggio ne cipolle! La vicia ervilia (ὄροβος orobos) era un cibo da carestia.
La frutta, fresca o secca, e le noci venivano consumate a fine pasto. Particolarmente comuni erano i fichi, l'uva e il melograno. I fichi secchi venivano mangiati come antipasto o assieme al vino. In quest'ultimo caso, venivano spesso accompagnati da castagne, ceci e noci di faggio abbrustolite.

### Pesce e carne

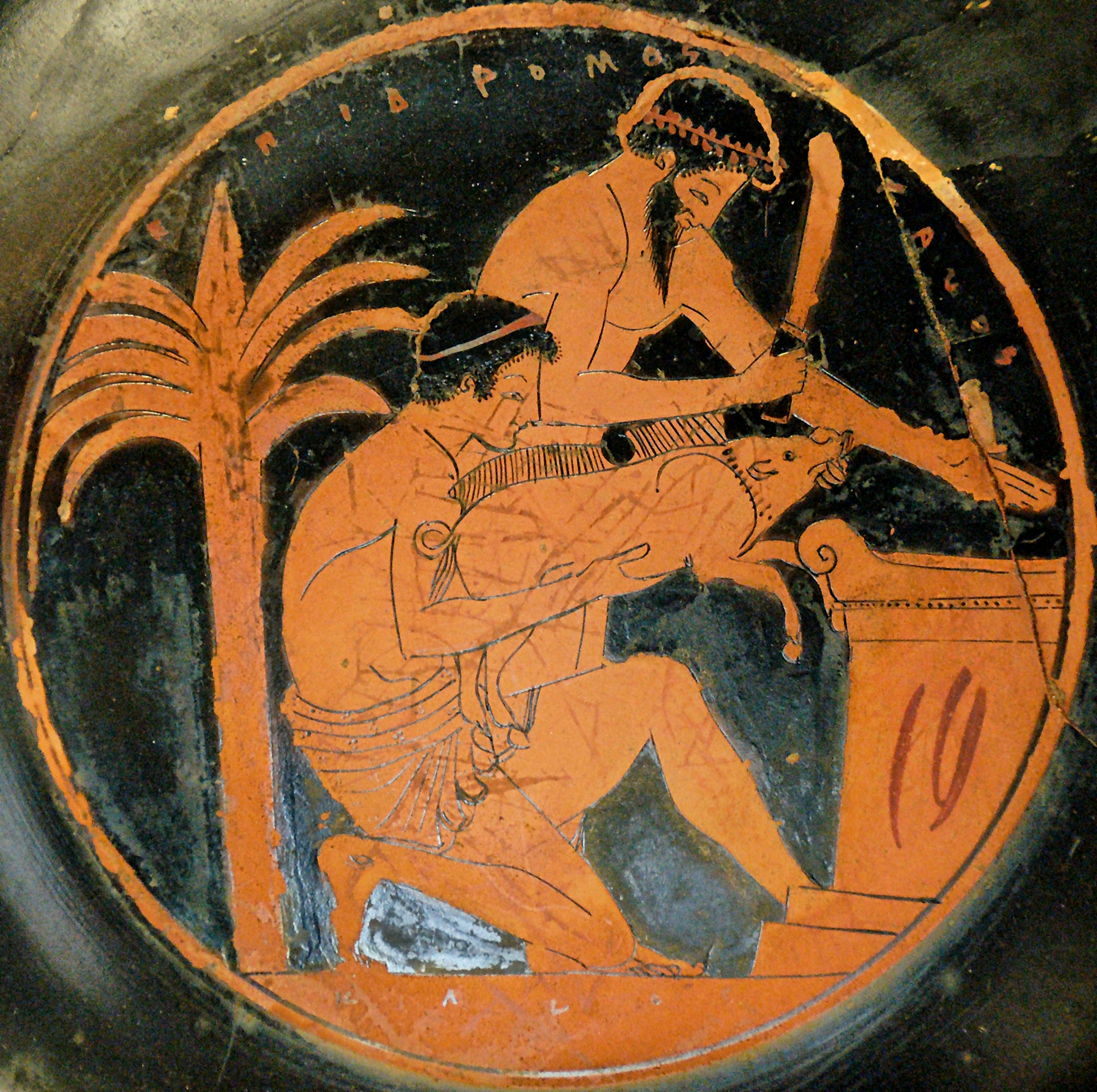
Il sacrificio di animali agli dei era la principale fonte di carne per gli abitanti delle città — nell'immagine un cinghiale; tondo di un kylix attico del Pittore Epidromo, c. 510–500 a.C., Louvre.

Il consumo di pesce e carne variava a seconda della ricchezza e della posizione in cui si trovava la famiglia; in campagna, la caccia (principalmente a mezzo di trappole) consentiva il consumo di cacciagione (uccelli) e delle lepri. I contadini disponevano di aie che fornivano loro galline e oche. I proprietari terrieri più ricchi potevano avere delle capre, maiali o pecore. In città, la carne era costosa, ad esclusione delle carni suine. Ai tempi di Aristofane un maialino costava tre dracme, che costituivano tre giorni di salario per un dipendente pubblico. Le salsicce erano comuni sia tra i poveri che tra i ricchi.
Nell'VIII secolo a.C. Esiodo descrive l'ideale festa contadina in Le opere e i giorni:
(Esiodo)
La carne era molto meno evidente nei testi del V secolo a.C. rispetto alle prime poesie, ma questa può essere una questione di genere, piuttosto che reale evidenza dei cambiamenti di costume nel settore agricolo e alimentare. Il consumo di carne fresca era accompagnato da un rituale religioso in cui la parte degli dei (grasso e ossa) veniva bruciata mentre la quota umana (carne) veniva cotta alla griglia e distribuita ai partecipanti; c'era però un commercio importante di carni cotte e salate, che non richiedeva alcun rituale.
Gli Spartani consumavano essenzialmente stufato di maiale, il "brodo nero" (in greco antico: μέλας ζωμός? melas zōmos). Secondo Plutarco, era "talmente apprezzato che gli uomini anziani si nutrivano solo di quello, lasciando la carne ai più giovani". Era molto famoso tra i Greci. "Naturalmente gli spartani sono gli uomini più coraggiosi del mondo", scherzava un sibarita, "qualsiasi persona sana di mente avrebbe preferito morire diecimila volte piuttosto che fare una dieta del genere". Veniva preparato con carne di maiale, sale, aceto e sangue di maiale. Il preparato veniva servito con maza, fichi e formaggio, talvolta integrati con selvaggina e pesce. Eliano, autore del II-III secolo, sostiene che ai cuochi Spartani era proibito cuocere qualsiasi altra cosa diversa dalla carne.
Nelle isole greche della costa, il pesce fresco (seppia, polpo e gamberi) e i frutti di mare erano molto utilizzati. Venivano consumati localmente, ma più spesso trasportati nell'entroterra. Sardine e alici avevano un prezzo abbordabile per i cittadini di Atene. Venivano talvolta vendute fresche ma più spesso sotto sale. Una stele della fine del III secolo a.C., ritrovata nella piccola città beota di Akraiphia presso il lago Copaide, ci fornisce un elenco dei prezzi del pesce. Il più economico era lo skaren (probabilmente pesce pappagallo) mentre il tonno rosso era tre volte più costoso. Comuni pesci di mare erano il tonno alalunga, le triglie, le razze, il pesce spada e lo storione, una specialità che veniva mangiata salata. Il lago Copaide era famoso in tutta la Grecia per le sue anguille, celebrate in Gli acarnesi. Altri pesci di acqua dolce erano il luccio, la carpa e il meno apprezzato pesce gatto.

### Uova e prodotti caseari
I Greci allevavano quaglie e galline, in parte per le loro uova. Alcuni autori elogiavano anche le uova di fagiano e oca che erano probabilmente molto rare. Le uova venivano cotte per fare delle frittate, bollite o ancora utilizzate per i dolci. L'albume e il tuorlo dell'uovo erano utilizzati come ingredienti per la preparazione dei cibi.
Gli abitanti delle campagne bevevano latte (in greco antico: γάλα? gala)  che veniva raramente usato in cucina. Il burro (in greco antico: βούτυρον? boutyron) era conosciuto, ma raramente utilizzato: i Greci lo consideravano una caratteristica gastronomica dei Traci della costa dell'Egeo settentrionale, che il poeta comico Anassandride soprannominava "mangiatori di burro". I Greci gradivano anche altri prodotti caseari come il pyriatē in greco antico: Πυριατή? e oxygala (in greco antico: οξύγαλα?), simili alla ricotta o allo yogurt. Per lo più, formaggi di pecora e capra (in greco antico: τυρός? tyros). Il formaggio fresco e stagionato veniva venduto in negozi differenti; il primo costava circa due terzi del prezzo di quest'ultimo.
Il formaggio veniva mangiato da solo o con miele e verdure. Veniva anche usato come ingrediente per la preparazione di molti piatti, compresi quelli a base di pesce. L'unica ricetta esistente del cuoco siciliano Miteco Siculo dice: "Tainia: sventrare, scartare la testa, risciacquare il filetto, aggiungere il formaggio e l'olio d'oliva". Comunque, l'aggiunta di formaggio sembra essere controversa; Archestrato avvisa i suoi lettori che il cuoco Siracusano rovina il buon pesce aggiungendo del formaggio.

## Bevande

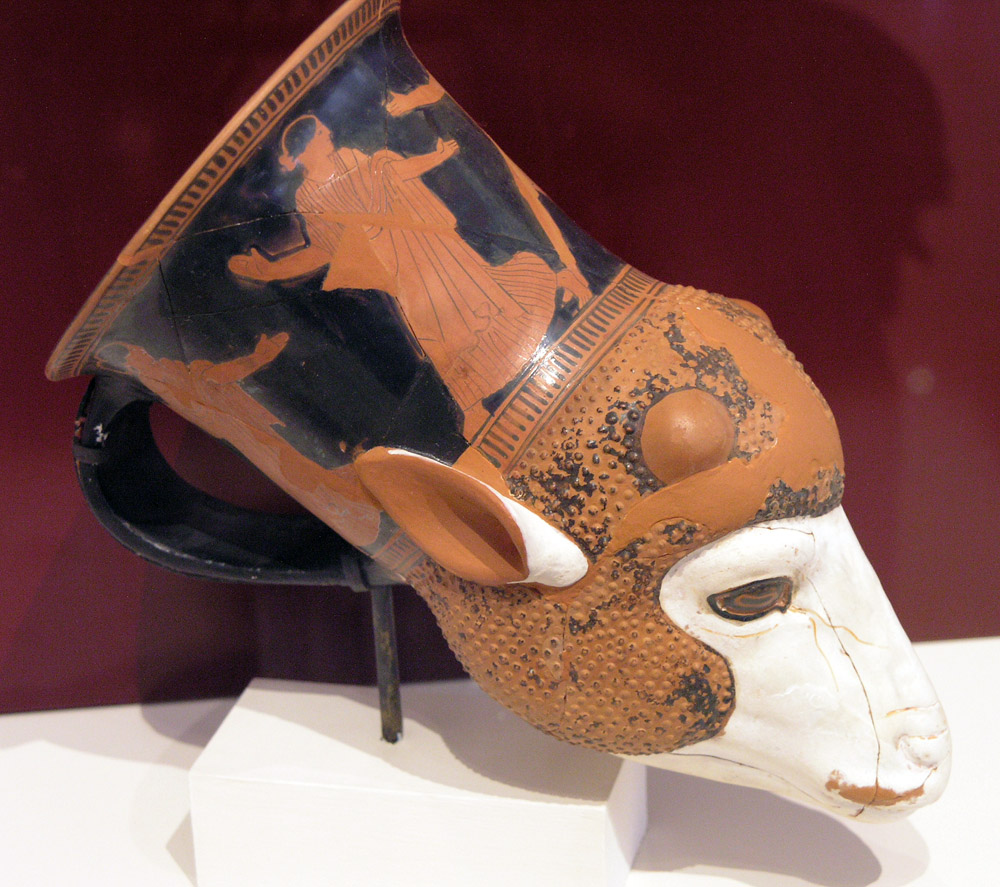
Rhyton attico, c. 460–450 a.C., Museo archeologico nazionale di Atene.

La bevanda più diffusa era l'acqua. Andare a prendere l'acqua era un compito quotidiano delle donne. Anche se i pozzi erano abbastanza comuni, l'acqua di sorgente era preferita, poiché riconosciuta come nutriente in quanto consentiva la crescita delle piante e degli alberi, ed inoltre era una bevanda gradevole. Pindaro chiamò l'acqua sorgente "più gradevole del miele".
I Greci suddividevano l'acqua in "robusta", "pesante" o "leggera", "secca", "acidula", "pungente", simile al vino, etc. Uno dei personaggi del poeta comico Antifane diceva che, da quello che gli risultava, l'acqua dell'Attica aveva un sapore unico. Ateneo di Naucrati afferma che un certo numero di filosofi avevano la reputazione di bere soltanto acqua, un'abitudine combinata con la dieta vegetariana. Il latte, normalmente della pecora domestica, non veniva consumato. Era considerato barbarico.
L'abituale oggetto simile al nostro bicchiere era lo skyphos, realizzato in legno, terracotta o metallo. Crizia menziona anche il kothon, un calice spartano che aveva il vantaggio militare di nascondere il colore dell'acqua alla vista intrappolando il fango nel bordo. Veniva usato anche il kylix (una bacinella poco profonda), per i banchetti, che consentiva prendendo il vino contenuto in un kantharos (un recipiente profondo con maniglie) o il rhyton, un corno potorio spesso plasmato nella forma di una testa umana o di animale.

### Vino

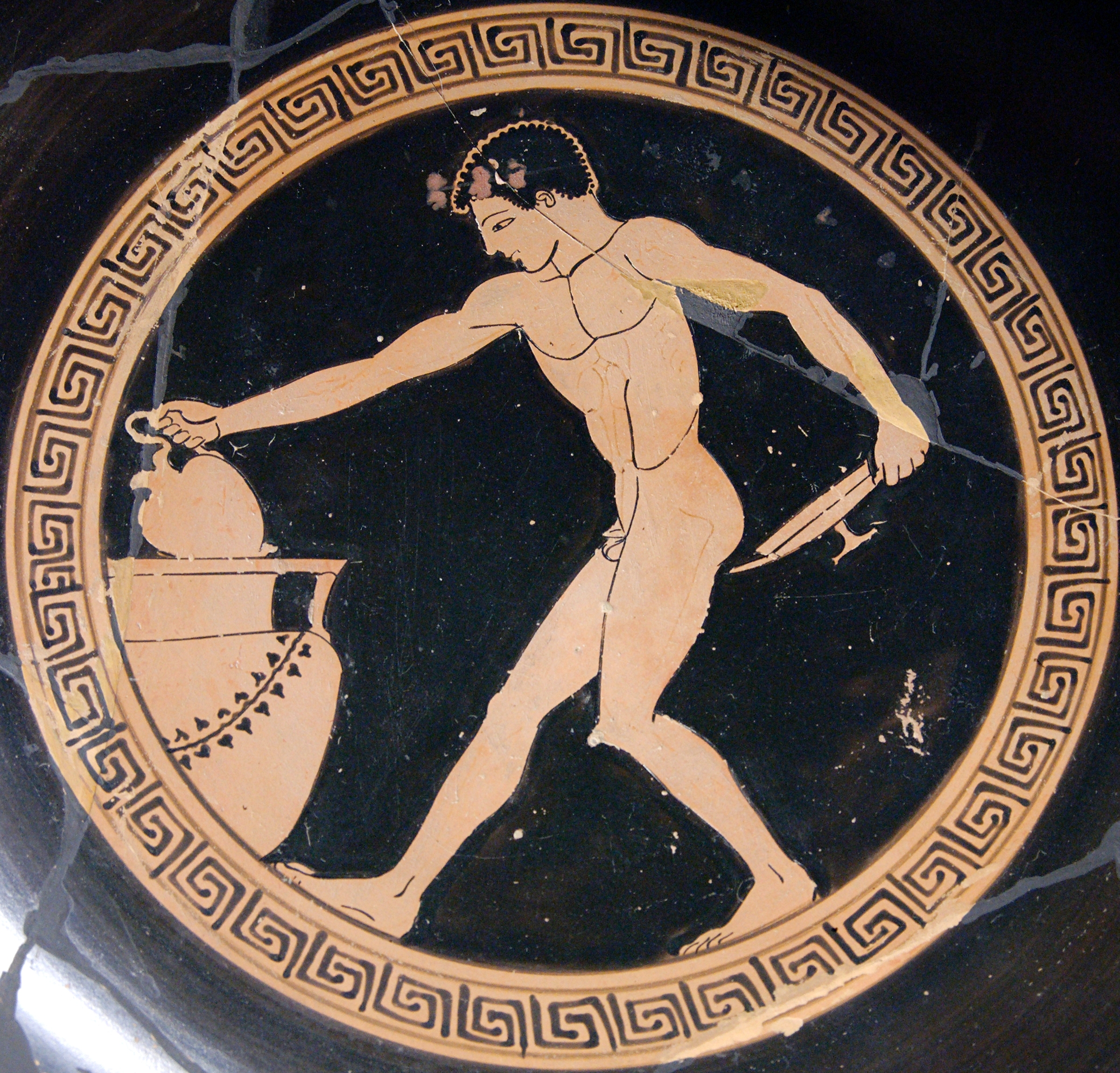
Un partecipante al banchetto si avvicina ad un krater per riempire di vino il suo kylix, c. 490–480 a.C., Louvre

Si dice che i Greci avessero vino rosso, rosé e bianco. Come al giorno d'oggi, ve ne erano di diverse qualità, dal normale vino da tavola a quello di qualità. I migliori vini, secondo opinione generale, venivano dalle isole di Taso, Lesbo e Chio.
Il vino di Creta divenne famoso in seguito. Un vino di seconda scelta, a base di acqua e residui della pigiatura delle uve mescolati alle fecce, veniva fatto dai contadini per il loro uso personale. I Greci a volte addolcivano il loro vino con miele e lo rendevano medicinale aggiungendo timo, menta e altre erbe aromatiche. Dal I secolo, se non prima, avevano familiarità con il vino aromatizzato alla resina di pino (il moderno retsina). Anche Eliano menziona un vino miscelato a un profumo. Anche il vincotto era conosciuto, così come il vino dolce di Taso, simile al Porto.
Il vino veniva generalmente allungato con l'acqua. Il consumo di akraton o "vino non miscelato", anche se noto in quanto praticato dai barbari del nord, si pensava rischiasse di portare alla pazzia e alla morte. Il vino veniva miscelato in un krater, dal quale gli schiavi lo versavano nei kylix con un oinochoe (jugs). Il vino veniva anche usato come generico medicamento, ritenendolo portatore di proprietà medicamentose. Claudio Eliano menziona che il vino di Heraia in Arcadia portava gli uomini alla follia ma rendeva le donne fertili, mentre il vino Acheo induceva l'aborto.
Al di fuori di questi usi terapeutici, la società greca non approvava che le donne bevessero vino. Secondo Claudio Eliano, una legge di Massalia proibiva alle donne di bere vino, obbligandole a bere soltanto acqua. Sparta era l'unica città nella quale le donne bevevano vino abitualmente.
Il vino riservato all'uso locale era tenuto in otri di pelle animale. Quello destinato alla vendita veniva versato in pithoi in greco antico: πίθοι?, (grandi brocche di terracotta). Da qui veniva travasato nelle anfore sigillate destinate alla vendita al dettaglio. I vini d'annata venivano realizzati da produttori o magistrati della città, che garantivano la loro origine. Si tratta di uno dei primi casi di indicazione della provenienza geografica o qualitativa di un prodotto, ed è la base della moderna denominazione di origine controllata.

### Kykeon

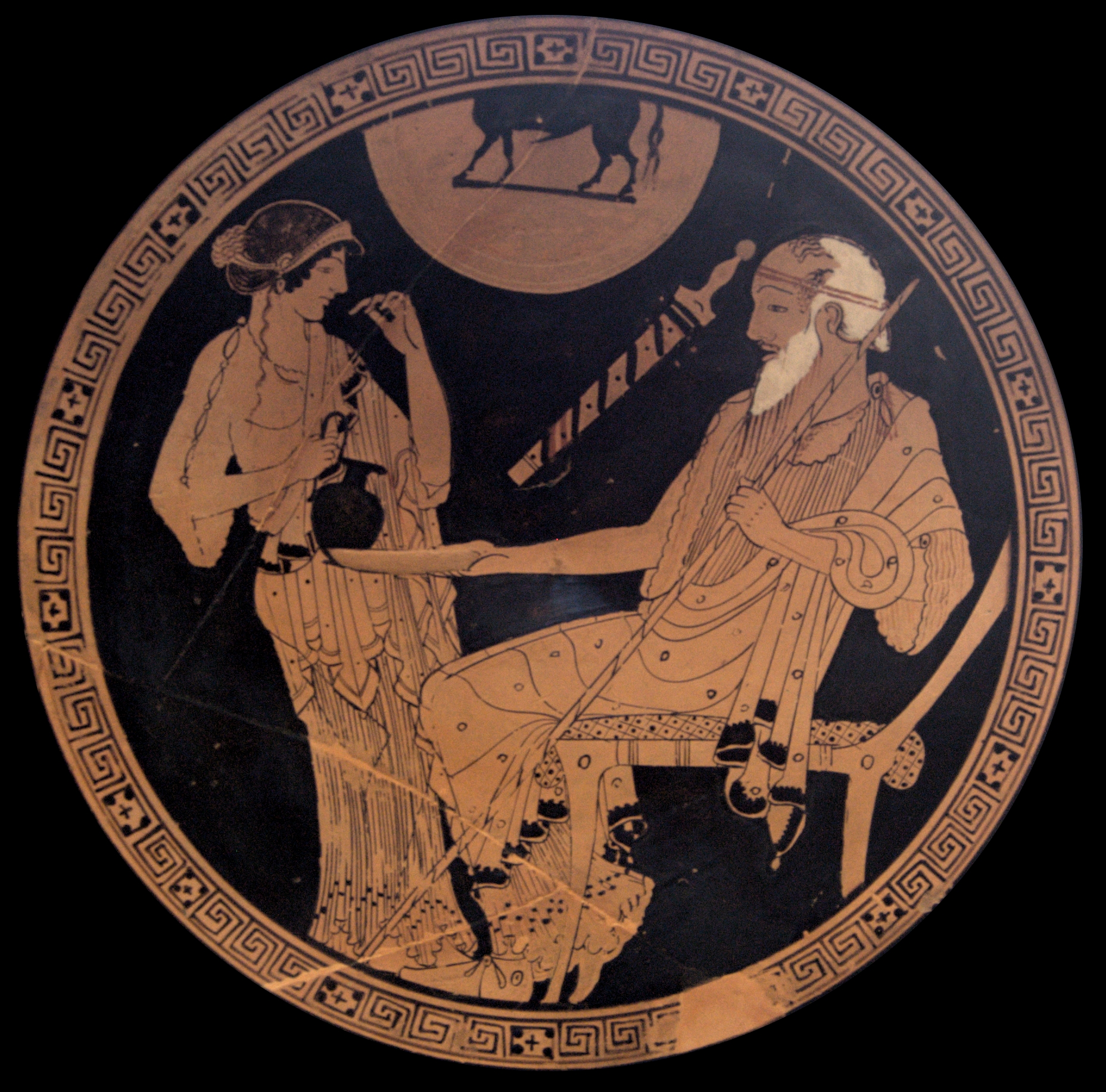
Ecamede prepara il kykeon per Nestore, kylix del Pittore di Brygos, ca. 490 a.C., Louvre

I Greci bevevano anche kykeon (in greco antico: κυκεών?, da kykaō in greco antico: κυκάω?, "scuotere, miscelare"), che era sia una bevanda che un pasto. Era una pappa d'orzo, a cui venivano aggiunti acqua e erbe aromatiche. Nell'Iliade, la bevanda conteneva anche formaggio di capra grattugiato. Nell'Odissea, Circe aggiunge ad essa del miele e una pozione magica. Negli Inni omerici a Demetra, la dea rifiuta del vino rosso ma accetta un kykeon fatto con acqua, farina e menta.
Utilizzata come bevanda rituale nei Misteri Eleusini, il kykeon era anche una bevanda popolare, soprattutto nelle campagne: Teofrasto, nei suoi personaggi, descrive un contadino rozzo che dopo aver bevuto tanto kykeon disturba i componenti dell'Assemblea con il suo alito cattivo. Era anche considerato un buon digestivo, e così, in Pace, Ermes lo raccomanda ai protagonisti che hanno mangiato troppa frutta secca.

## Credenze culturali sul ruolo del cibo
Il cibo aveva un ruolo importante nel modo di pensare greco. John Wilkins osserva che "nell’Odissea, per esempio, gli uomini buoni si distinguono dai cattivi e i Greci dagli stranieri, in parte per come e cosa mangiano. Erodoto identificava le persone in parte in termini di cibo e di mangiare".
Fino al III secolo a.C., la frugalità imposta dalle condizioni fisiche e climatiche del paese venne considerata virtuosa. I Greci non ignoravano i piaceri del mangiare, ma valutavano la semplicità. Lo scrittore rurale Esiodo, citato in precedenza, parlava della "carne di una giovenca alimentata nei boschi, che non ha mai partorito" come la chiusura perfetta di una giornata. Tuttavia, Crisippo disse che il miglior pasto era quello libero.
La ricerca dei piaceri della cucina e della gastronomia venivano respinti come segno di mollezza orientale: l'impero persiano veniva considerato decadente a causa del gusto per il lusso, che si manifestava nella loro cucina. Gli autori greci si divertirono nel descrivere la tavola del Gran Re della dinastia achemenide e della sua corte: Erodoto, Clearco di Soli, Strabone e Ctesia di Cnido erano unanimi nelle loro descrizioni.

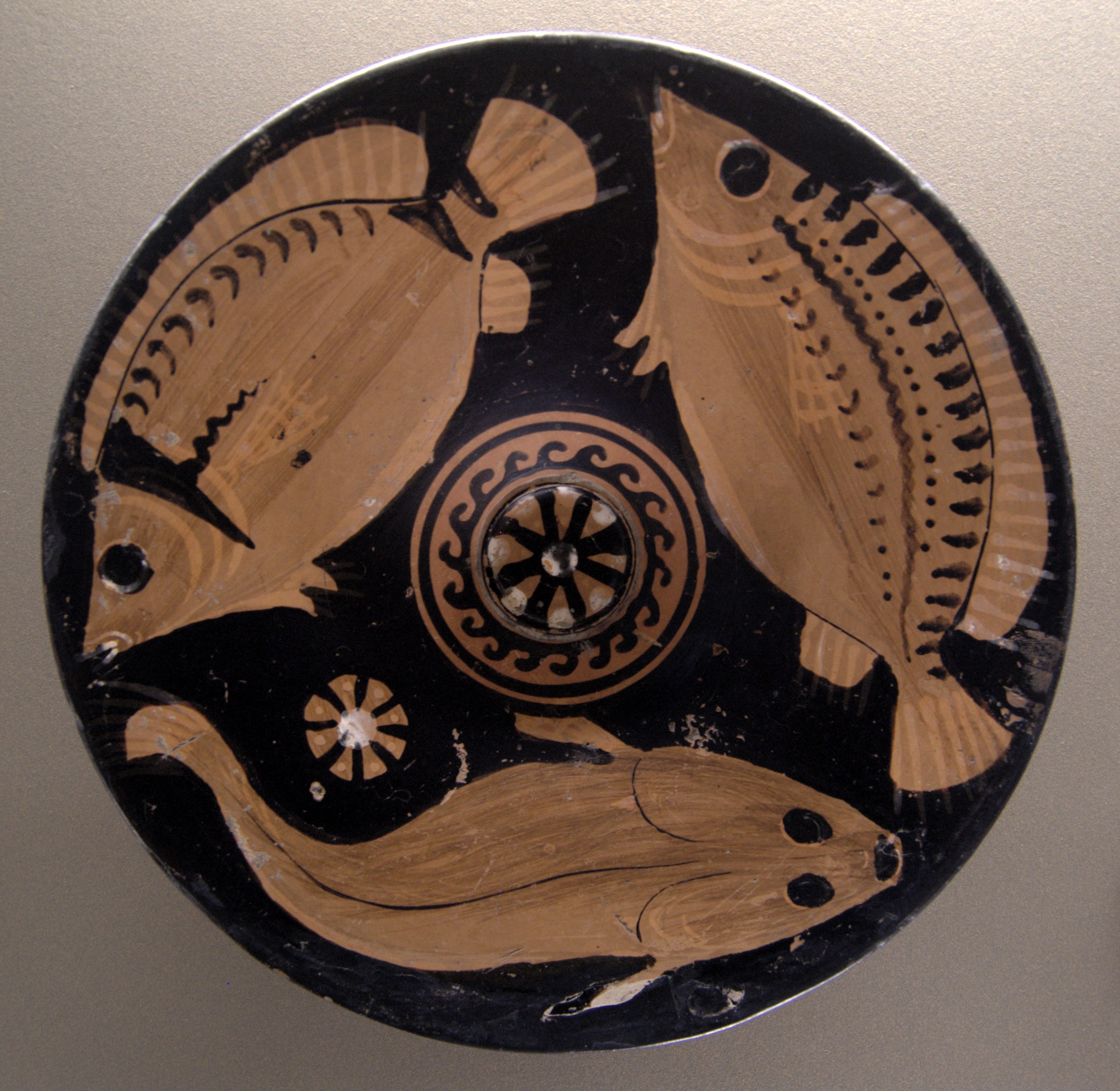
Pesci freschi, uno dei piatti preferiti dai Greci, piatto di ceramica a figure rosse, c. 350-325 a.C., Louvre

Al contrario, i Greci, nel loro insieme, hanno sottolineato l'austerità della loro dieta. Plutarco racconta come il re del Ponto, desideroso di provare lo Spartano "brodo nero", acquistò un cuoco della Laconia; "ma lo aveva appena assaggiato che lo trovò estremamente disgustoso, tanto che il cuoco che lo osservava, gli disse: "Signore, per rendere questo brodo gustoso, dovreste immergervi dapprima nel fiume Evrotas". "Secondo Polieno, scoprendo la sala da pranzo del palazzo reale persiano, Alessandro Magno derise il loro gusto e diede a questo la colpa della sconfitta. Il generale Pausania, scoprendo le abitudini alimentari del comandante persiano Mardonio, anch'egli ridicolizzò i persiani dicendo "chi ha tanto, viene a derubare i Greci della loro vita miserabile".
In conseguenza di questo culto della frugalità, e della considerazione diminuita che questo ispirava alla cucina, essa rimase a lungo dominio delle donne, libere o schiave. Nel periodo classico, però, gli specialisti della cucina iniziarono ad entrare nelle fonti storiografiche. Sia Eliano che Ateneo parlarono dei mille cuochi che accompagnarono Smindiride di Sibari nel suo viaggio ad Atene all'epoca di Clistene, anche se solo con disapprovazione. Platone in  Gorgia, parla di "Teario il cuoco, Miteco l'autore di un trattato di cucina siciliana, e Sarambo il mercante di vini, tre eminenti conoscitori di torte, cucina e vino". Alcuni chef scrissero trattati di cucina.
Nel corso del tempo, sempre più Greci si sono detti buongustai. Dal periodo ellenistico all'epoca dei Romani, i Greci - almeno i ricchi - non sembravano essere più così severi rispetto agli altri. Gli ospiti di riguardo che parteciparono alle feste date da Ateneo di Naucrati nel II e III secolo a.C., dedicavano gran parte della loro conversazione al vino e alla gastronomia. Discutevano sulla qualità dei vari vini, verdure e carni, menzionando rinomati piatti (seppie ripiene, ventresca di tonno rosso, gamberetti, lattuga innaffiata con idromele) e grandi cuochi come Soteride, lo chef di re Nicomede I della Bitinia (che regnò dal 279-250 a.C.). Quando il suo padrone era nell'entroterra, si struggeva per delle acciughe; Soteride, per soddisfarlo, le simulava da rape accuratamente scolpite, oliate, salate e cosparse di semi di papavero. La Suda (enciclopedia del periodo bizantino) erroneamente attribuì questo cambiamento al buongustaio romano Apicio (I secolo a.C.) — cosa può essere presa come prova dal fatto che i Greci avevano raggiunto lo stesso livello dei Romani.

## Diete specifiche

### Vegetariana

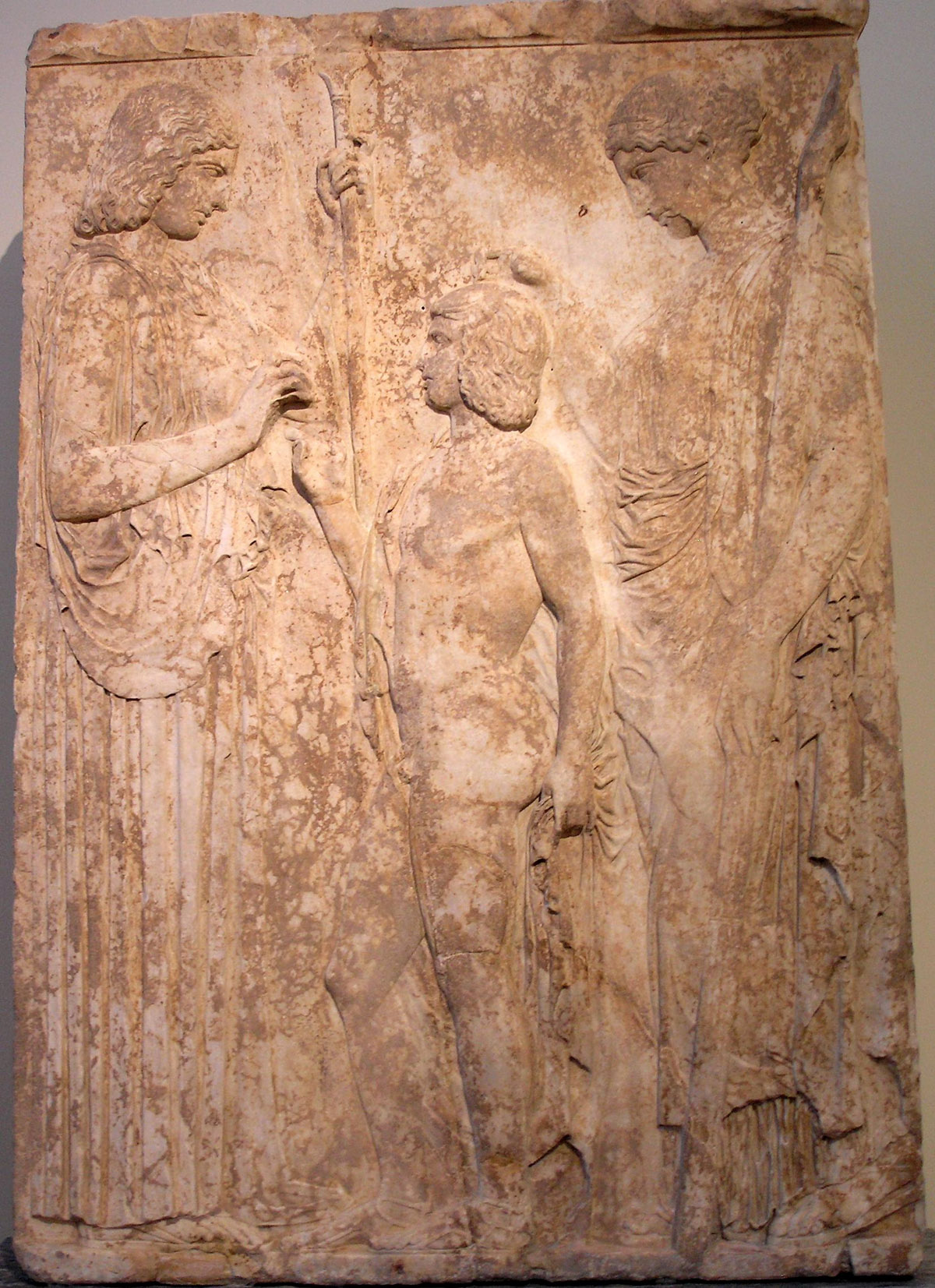
Trittolemo riceve covoni di grano da Demetra e benedizioni da Persefone, V secolo a.C. bassorilievo, Museo archeologico nazionale di Atene

L'orfismo e il pitagorismo, due antiche religioni greche, suggerivano due differenti stili di vita, basati su un concetto di purezza e quindi la purificazione  (in greco antico: κάθαρσις? katharsis) - una forma di ascesi nel senso originario: askēsis ἄσκησις inizialmente era un rituale e poi un modo specifico di vita. Il vegetarianismo è stato un elemento centrale dell'orfismo e delle diverse varianti del pitagorismo.
Empedocle (V secolo a.C.) giustificava il vegetarianismo con la credenza nella trasmigrazione delle anime: chi poteva garantire che un animale macellato non accogliesse l'anima di un essere umano? Tuttavia, si può osservare che Empedocle comprendeva anche le piante in questa trasmigrazione, quindi la stessa logica doveva essere applicata all'alimentazione con vegetali. Il vegetarianismo era anche la conseguenza dell'avversione all'omicidio: "Orfeo ci ha insegnato i diritti e ad astenerci dall'uccidere".
L'informazione di Pitagora (VI secolo a.C.) è più difficile da definire. Gli autori di commedie come Aristofane e Alessi descrissero i seguaci del pitagorismo come stretti vegetariani, con alcuni di essi che si nutrivano di solo pane e acqua. Altre tradizioni si accontentarono di vietare il consumo di alcuni ortaggi, come le fave, o animali sacri, come il gallo bianco o parti di animali selezionati.
Ne consegue che il vegetarismo e l'idea di purezza ascetica erano strettamente associati, e spesso accompagnati da astinenza sessuale. In Sul mangiare carne, Plutarco (I-II secolo) dissertò sulla barbarie del versamento di sangue; invertendo i soliti termini del dibattito, chiese ai mangiatori di carne di giustificare la loro scelta.
Il filosofo neoplatonico Porfirio (III secolo), nel suo Sull'astinenza associava il vegetarismo alle religioni misteriche di Creta e dava un elenco di vegetariani del passato, a partire dalla semi-mitica Epimenide. Per lui, l'origine del vegetarianismo era il dono di grano fatto da Demetra a Trittolemo in modo che potesse insegnare l'agricoltura all'umanità. I suoi tre comandamenti furono: "onora i tuoi genitori", "onora gli dei con la frutta" e "risparmia gli animali".

### Alimentazione degli atleti
Claudio Eliano sostiene che il primo atleta a sottoporsi ad una dieta convenzionale fu Ikkos di Taranto, un vincitore nel pentathlon olimpico (forse nel 444 a.C.). Comunque il vincitore olimpico di lotta (dalla LXII alla LXVI Olimpiade) Milone si dice mangiasse dieci chili di carne e venti chili di pane e bevesse otto litri di vino al giorno. Prima di allora, si dice che gli atleti praticassero la xērophagía (ξηροφαγία; da ξηρός xēros, "secco"), una dieta basata su fichi secchi, formaggio fresco e pane. Pitagora (sia il filosofo che un maestro di ginnastica che portava lo stesso nome), era stato il primo a dire agli atleti di mangiare carne.
Gli allenatori poi applicarono alcune regole di dieta: per essere un vincitore olimpico, "devi mangiare secondo le norme, tenerti lontano dai dolci (...), non devi bere acqua fredda né vino ogni volta che vuoi". Sembra che questa dieta fosse essenzialmente basata sulla carne, tanto che Galeno (ca. 180) accusava gli atleti del suo tempo di "ingozzarsi di carne e sangue". Pausania scrisse "dieta a base di carne".